# Тучненський замок
Тучненський замок (пол. Zamek w Tucznie, нім. Schloss Tütz) — замок, що розташований на крутому пагорбі на перешийку між Замковим озером та озером Тучно, на південній околиці міста Тучно Західнопоморського воєводства в Польщі.

## Історія
У X—XI століттях на місці замку існувало рибальське поселення поморян. Після повернення цих земель Болеславом Кривоустим до Польщі, на його місці було побудовано оборонний замок. На території замку близько 1130 років, ймовірно, було споруджено муровану садибу великопольського каштеляна (її залишків однак не було виявлено під час археологічних розкопок). Замок з трьох боків оточували важкодоступні заболочені ділянки. Він охороняв дорогу, що вела із Члопи до Мирославця та Валча. У 1296 році замок добув Гассо фон Ведель, засновник династії Веделів-Тучинських, власників міста та замку у 1306—1739 роках. Гассо включив замок до складу Бранденбургу.
Будівництво мурованого замку розпочали у 1338 році Людвік та Лампрехт фон Веделі. Це була готична споруда, побудована на трапецієподібному плані розмірами 28 х 35 х 36×39 м, з подвір'ям, яке з трьох боків оточували товсті цегляні мури висотою до 7 м та житловою частиною зі сходу. У північній частині мурів була в'їзна брама. Для будівництва замку використовували цеглу та каміння. Замок був важливим стратегічним пунктом через його розташування на прикодонні Бранденбурга та Валчівської землі. Про його могутність свідчить той факт, що імператор Карл IV згадував його у 1375 році як один з 12 найпотужніших замків на схід від Одри.
У 1365 році родина Веделів склала омаж польському королю. Близько 1400 року замок з трьох боків оточував рів шириною 25 м (його фрагмент зберігся з півдня). У XV столітті замок кілька разів осаджували тевтонські лицарі. 18 серпня 1409 року Веделям вдалося оборонити фортецю, однак вже 13 вересня тевтонські лицарі здобули замок. Він залишався у їх руках до 1411 року. Згодом вони знову зайняли замок 22 червня 1436 року та у 1458 році, коли замок згорів. Після підписання Другого Торунського мирного договору, у 1466 році, замок знову повернули Польщі.
У 1542—1581 роках з фундації Станіслава I Веделя-Тучинського на місці головного житлового будинку було споруджено нову будівлю. Замок не втратив свого оборонного характеру. У 1608—1631 роках познанський каштелян Кшиштоф II Ведель-Тучинський добудував два нові крила: південне та західне. Первісна оборонна споруда стала палацовою резиденцією, побудованою на плані підкови. З півночі замкове подвір'я замикав цегляний куртиновий мур. Ще у XVII столітті цей мур знесли — тоді замок остаточно втратив оборонні риси.
Після смерті останніх представників родини Веделів-Тучинських: Анджея II (у 1717 році) та вдови по ньому Маріанни (у 1739 році) замок часто змінював власників. Ним володіли Мічельські, Немоєвські, Понінські та Мошченські. До 1736 року стан резиденції значно погіршився, вона стала руїною, але її все ще використовували у другій половині XVIII століття. Згодом спадкоємці тучненського маєтку проживали у сусідніх Марцинковицях. У 1846 році було збудовано нове західне крило, а два інші крила було відреставровано із внесенням незначних змін. У 1903 році покинуту будівлю, завдяки втручанню бурмістра Тучного, було частково переобладнано у шпиталь благодійної організації «Карітас». У 1934—1937 роках на південному схилі замкової гори були зведені залізобетонні бойові бункери, які входили до укріплень Померанського валу.
У 1945 році замок було частково зруйновано внаслідок військових дій та підриву бункерів. У 1947 році будівля, яку ще частково використовували, згоріла. Руїни було очищено від сміття та укріплено у 1957 році; у 1959—1962 роках тут було проведено археологічні розкопки, в ході яких виявлено фрагменти готичного замку. У 1966—1976 роках замок було відбудовано у ренесансно-бароковому вигляді, який він мав початку XVIII століття. При цьому було усунуто значну кількість більш пізніх адаптацій та доповнень. Більшість інтер'єрів, окрім інтер'єрів східного крила, отримали новий вигляд.

## Сучасність
У наш час у замку розміщується Будинок творчості Асоціації польських архітекторів з конференц-центром, готелем та рестораном.

## Архітектура
Східне крило є найстарішою частиною замку, яку було побудовано після 1338 року. Спершу це був кам'яно-цегляний будинок на прямокутному плані розмірами 35×13 м, зміцнений контрфорсами по кутах. З того періоду до нашого часу зберігся фрагмент муру з готичною кладкою, а також підземелля з циліндричними склепіннями, розташовані у північній частині нинішнього крила. У 1542—1581 роках ту будівлю розібрали, а на її фундаментах та підземеллях було споруджено пізньоренесансне двоповерхове «палаццо» з двома округлими вежами по кутах з східної сторони. Фасади було прикрашено віконними обрамленнями з пісковика та сграфіто. Ймовірно, що будівля, спершу мала аттик, який, ймовірно, було замінено двома бароковими фронтонами у 1608—1631 роках. У 1846 році сграфітові декорації було знищено; однак на основі збережених фрагментів їх відтворили у 1966—1976 роках. Тоді також було реконструйовано готичні та ренесансні підземелля, а також ренесансні інтер'єри першого поверху.
Південне барокове крило постало у 1608—1631 роках. Від початку воно виконувало репрезентаційні функції, тут також знаходився головний вхід. На початку XVIII століття північний фасад цього крила прикрасили ризалітом із декоративним порталом.
Західне крило було споруджене наприкінці XV століття як невелика (8 х 11 м) прямокутна споруда з глибокими підвалами, що прилягала до оборонних мурів. У 1608—1631 роках її розібрали і на її місці збудували нове барокове крило. У його північно-західному куті було зведено круглу вежу. У 1846 році це крило було знесено і на його фундаментах споруджено будівлю, прикрашену ступінчастим фронтоном. Вежа, що прилягає до крила, отримала натомість додатковий поверх. Під час відбудови замку у 1966—1976 роках західне крило знову набуло свого вигляду з XVII століття.

## Парк
Замок оточує ландшафтний парк, поверхнею 4,5 га, який у нинішньому його вигляді було розплановано у другій половині XIX століття. У ньому можна побачити старий деревостан та руїни підірваних бункерів. Біля в'їзду на територію замку розташовується новий стилізований житлово-господарський будинок та власне ворота.

## Світлини

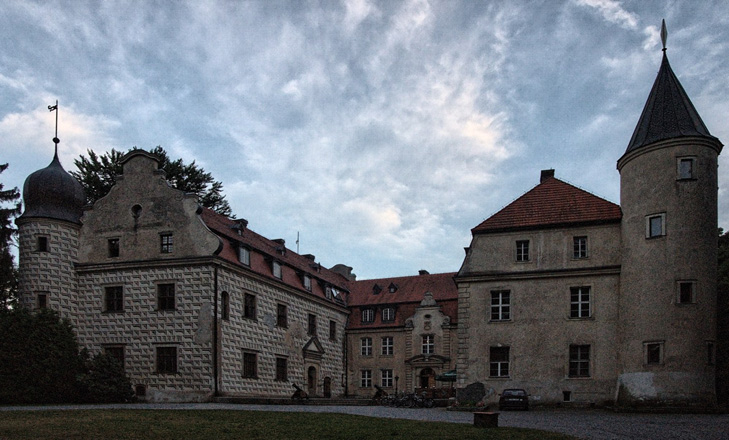
Вигляд замку
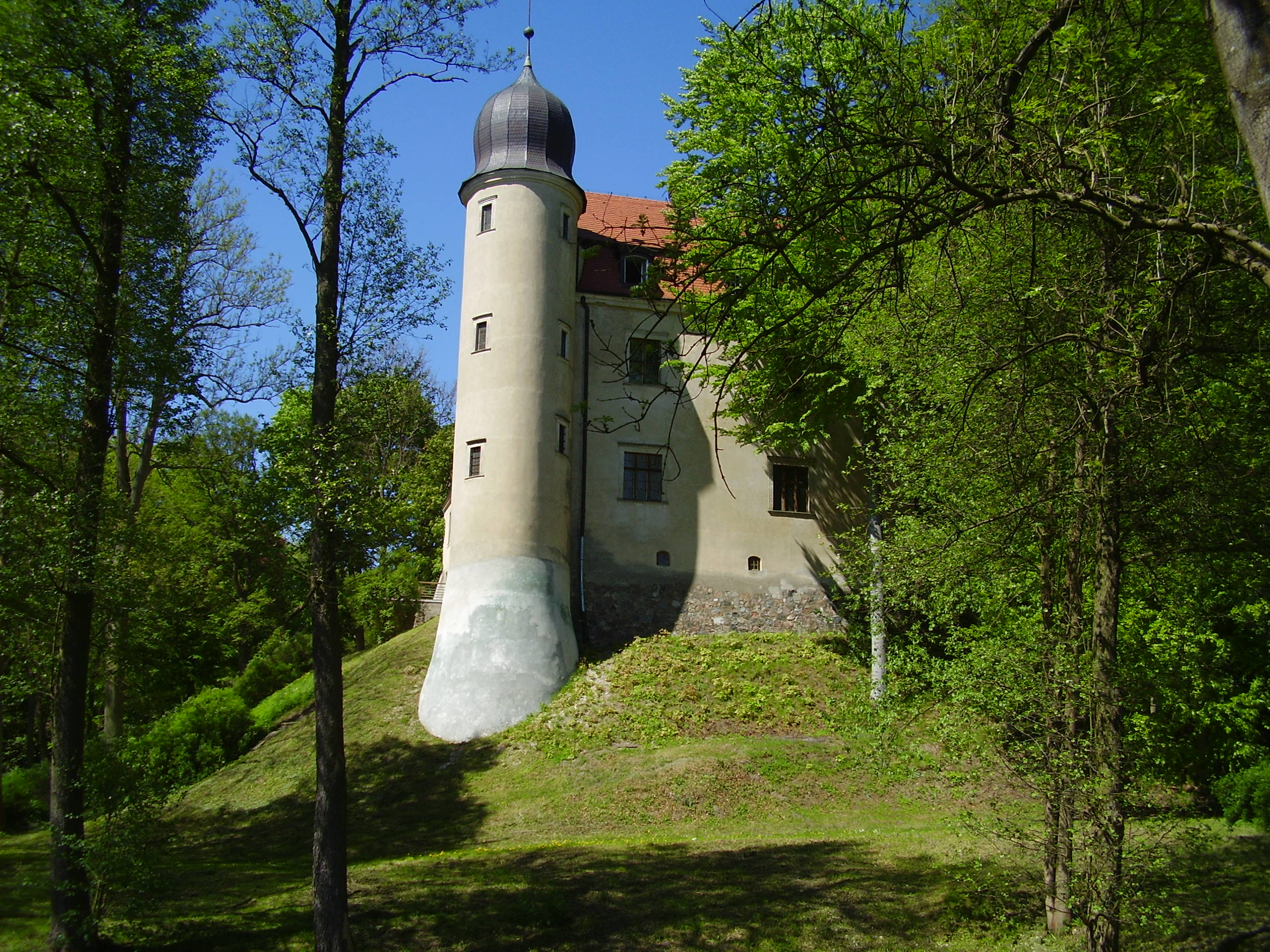
Вежа замку
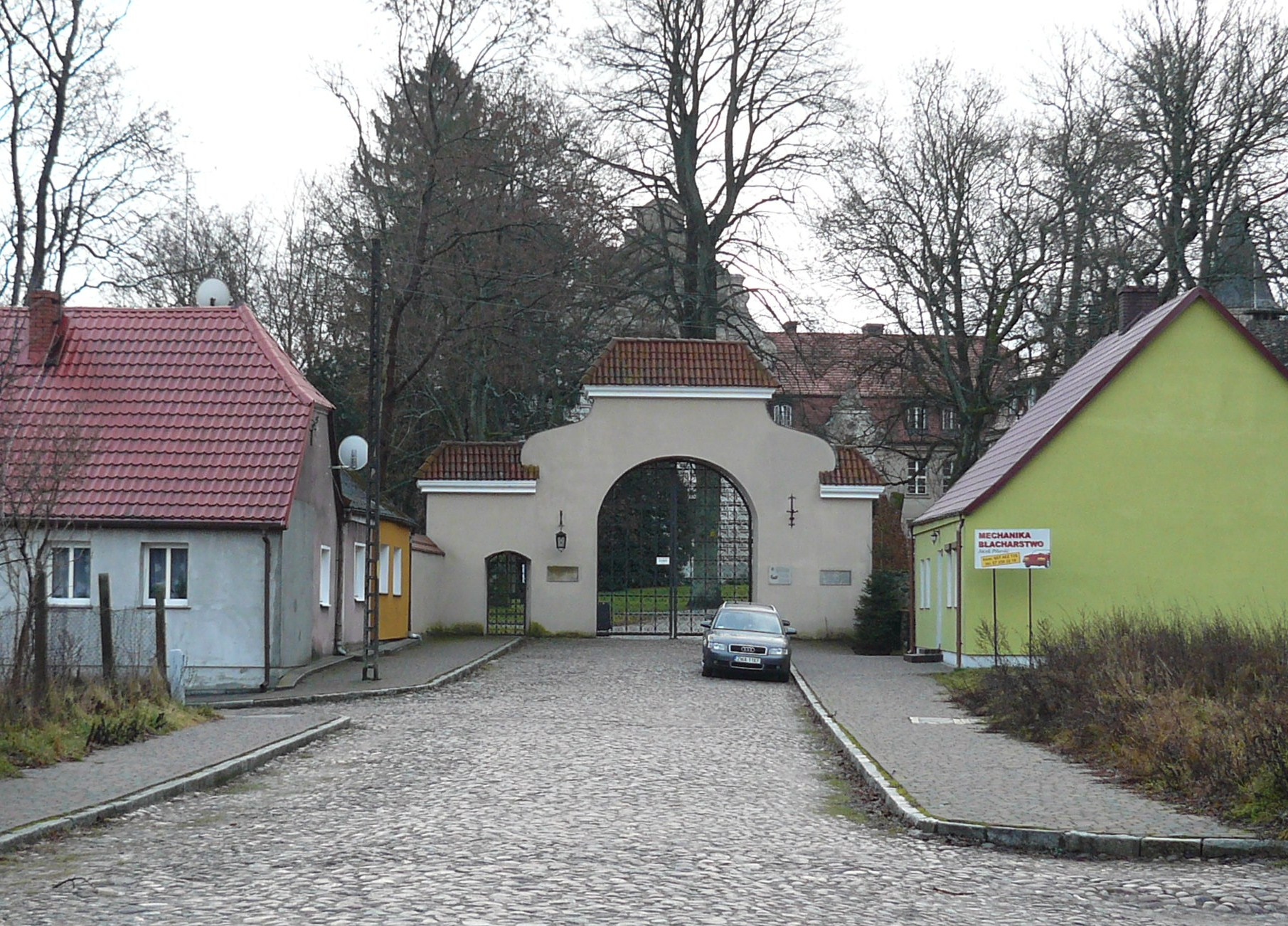
В'їзна брама
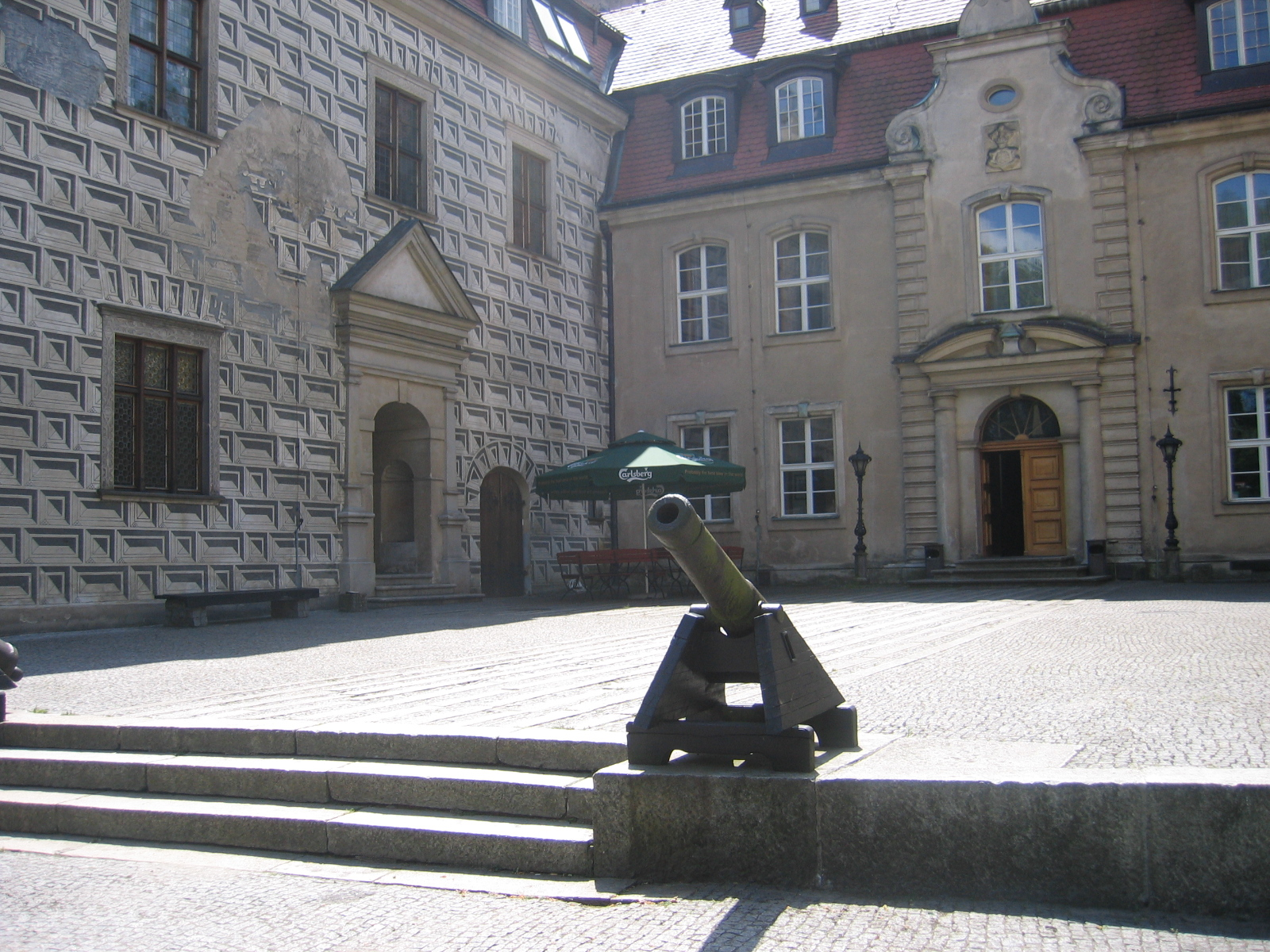
Замкове подвір'я